# Liste der Stolpersteine in Sinntal

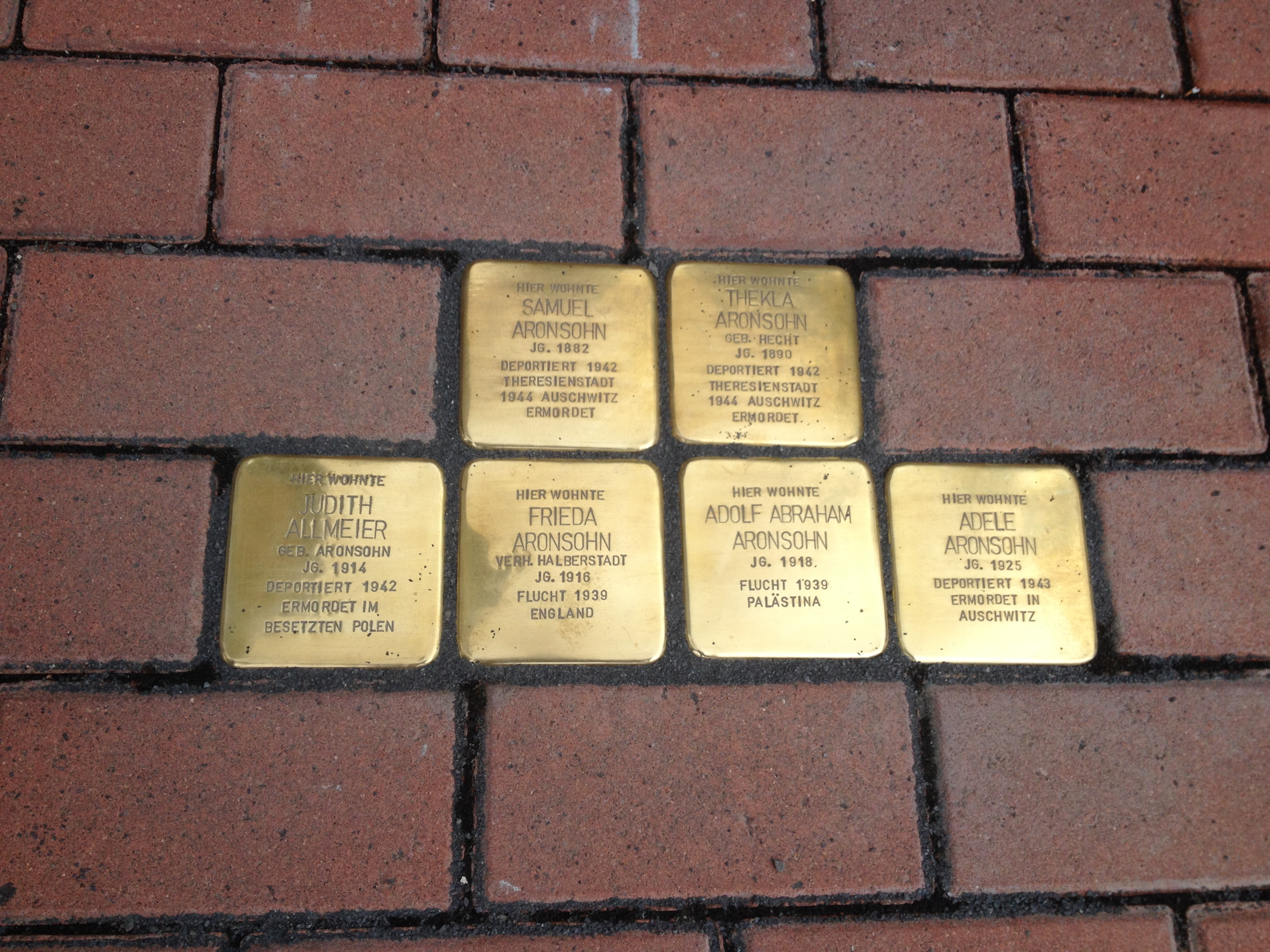
Die sechs Stolpersteine der Gemeinde Sinntal, 2017

Die Liste der Stolpersteine in Sinntal enthält die Stolpersteine, die in der südosthessischen Stadt Sinntal verlegt worden sind. Stolpersteine erinnern an das Schicksal der Menschen, die von den Nationalsozialisten ermordet, deportiert, vertrieben oder in den Suizid getrieben wurden. Die Stolpersteine wurden von Gunter Demnig konzipiert und verlegt. Sie liegen im Regelfall vor dem letzten selbstgewählten Wohnsitz des Opfers.
Die ersten Verlegungen in Sinntal fanden am 30. Juni 2017 statt.

## Verlegte Stolpersteine
In der Gemeinde Sinntal wurden sechs Stolpersteine verlegt.
| Stolperstein | Inschrift                                                                                              | Verlegort                   | Name, Leben                                       |
| --- | --- | --------------------------- | ------------------------------------------------- |
| Bild gesucht Die Wikipedia wünscht sich an dieser Stelle ein Bild vom Ort mit diesen Koordinaten 50.333301 9.710846 . Motiv: Stolperstein Sinntal, Sinntalstraße 34 Falls du dabei helfen möchtest, erklärt die Anleitung , wie das geht. BW | HIER WOHNTE JUDITH ALLMEIER GEB. ARONSOHN JG. 1914 DEPORTIERT 1942 ERMORDET IM BESETZTEN POLEN         | Sinntalstraße 34 (Standort) | Judith Allmeier, geborene Aronsohn (1914–1942/45) |
| Bild gesucht Die Wikipedia wünscht sich an dieser Stelle ein Bild vom Ort mit diesen Koordinaten 50.333301 9.710846 . Motiv: Stolperstein Sinntal, Sinntalstraße 34 Falls du dabei helfen möchtest, erklärt die Anleitung , wie das geht. BW | HIER WOHNTE ADELE ARONSOHN JG. 1925 DEPORTIERT 1942 ERMORDET IN AUSCHWITZ                              | Sinntalstraße 34 (Standort) | Adele Aronsohn (1925–)                            |
| Bild gesucht Die Wikipedia wünscht sich an dieser Stelle ein Bild vom Ort mit diesen Koordinaten 50.333301 9.710846 . Motiv: Stolperstein Sinntal, Sinntalstraße 34 Falls du dabei helfen möchtest, erklärt die Anleitung , wie das geht. BW | HIER WOHNTE ADOLF ABRAHAM ARONSOHN JG. 1918 FLUCHT 1939 PALÄSTINA                                      | Sinntalstraße 34 (Standort) | Adolf Abraham Aronsohn (1918–)                    |
| Bild gesucht Die Wikipedia wünscht sich an dieser Stelle ein Bild vom Ort mit diesen Koordinaten 50.333301 9.710846 . Motiv: Stolperstein Sinntal, Sinntalstraße 34 Falls du dabei helfen möchtest, erklärt die Anleitung , wie das geht. BW | HIER WOHNTE FRIEDA ARONSOHN VERH. HALBERSTADT JG. 1916 FLUCHT 1939 ENGLAND                             | Sinntalstraße 34 (Standort) | Frieda Aronsohn, verheiratete Halberstadt (1916–) |
| Bild gesucht Die Wikipedia wünscht sich an dieser Stelle ein Bild vom Ort mit diesen Koordinaten 50.333301 9.710846 . Motiv: Stolperstein Sinntal, Sinntalstraße 34 Falls du dabei helfen möchtest, erklärt die Anleitung , wie das geht. BW | HIER WOHNTE SAMUEL ARONSOHN JG. 1882 DEPORTIERT 1942 THERESIENSTADT 1944 AUSCHWITZ ERMORDET            | Sinntalstraße 34 (Standort) | Samuel Aronsohn (1882–1942/45)                    |
| Bild gesucht Die Wikipedia wünscht sich an dieser Stelle ein Bild vom Ort mit diesen Koordinaten 50.333301 9.710846 . Motiv: Stolperstein Sinntal, Sinntalstraße 34 Falls du dabei helfen möchtest, erklärt die Anleitung , wie das geht. BW | HIER WOHNTE THEKLA ARONSOHN GEB. HECHT JG. 1890 DEPORTIERT 1942 THERESIENSTADT 1944 AUSCHWITZ ERMORDET | Sinntalstraße 34 (Standort) | Thekla Aronsohn, geborene Hecht (1890–1942/45)    |

## Verlegedatum
- 30. Juni 2017[1]